# ديفيد يونغ (مصارع محترف)
ديفيد يونغ (بالإنجليزية: David Young)‏ هو مصارع محترف أمريكي، ولد في 25 أغسطس 1972 في نوكسفيل في الولايات المتحدة.

## وصلات خارجية
- ديفيد يونغ على موقع CageMatch worker (الإنجليزية)